# The Missing (2003)
The Missing is een Amerikaanse revisionistische western-thriller uit 2003, geregisseerd door Ron Howard. De hoofdrollen worden vertolkt door Tommy Lee Jones, Cate Blanchett en Evan Rachel Wood. De film is gebaseerd op de roman The Last Ride uit 1996 van Thomas Eidson.

## Verhaal
Maggie werkt als arts en woont samen met haar kinderen in New Mexico. Ze heeft een hekel aan haar vader, die het gezin in de steek heeft gelaten om tussen de indianen te leven toen ze 6 was en wijst hem af als hij plotseling opdaagt en haar geld wil geven. Maar als haar oudste dochter Lilly wordt ontvoerd, moet ze hem met tegenzin om hulp vragen bij het opsporen van Lilly. Lilly en enkele andere meisjes zijn ontvoerd door enkele bandieten in de mensenhandel.

## Rolverdeling
- Tommy Lee Jones als Samuel Jones / Chaa-duu-ba-its-iidan
- Cate Blanchett als Magdalena 'Maggie' Gilkeson
- Evan Rachel Wood als Lilly Gilkeson
- Jenna Boyd als Dot Gilkeson
- Aaron Eckhart als Brake Baldwin
- Val Kilmer als Luitenant Jim Ducharme
- Sergio Calderón als Emiliano
- Jay Tavare als Kayitah
- Elisabeth Moss als Anne

## Ontvangst
De film werd aannemelijk ontvangen op Rotten Tomatoes, waar het 58% goede reviews ontving, gebaseerd  173 beoordelingen. Op Metacritic werd de film beoordeeld met een gewogen gemiddelde score van 55 van de 100, gebaseerd op 40 critici. De film ontving vierenhalve ster bij de recensie op Cinemagazine.

## Prijzen en nominaties
De belangrijkste:
| Jaar | Prijs                                                 | Categorie                            | Genomineerde(n) | Uitslag     |
| ---- | ----------------------------------------------------- | ------------------------------------ | --------------- | ----------- |
| 2004 | Internationaal filmfestival van Berlijn (Gouden Beer) | Beste speelfilm                      | Ron Howard      | Genomineerd |
| 2004 | Satellite Award                                       | Beste soundtrack                     | James Horner    | Genomineerd |
| 2004 | Young Artist Award                                    | Beste jonge actrice in een speelfilm | Jenna Boyd      | Gewonnen    |